# Lesley Garrett
Lesley Garrett (Chelmsford, 10 aprile 1955) è un soprano e cantante britannica.

## Biografia
Dopo essersi laureata alla Royal Academy of Music, Lesley Garrett ha avviato la sua carriera musicale vincendo il Premio Decca ai Kathleen Ferrier Award nel 1979. I suoi primi ruoli sono stati nelle produzioni Orontea, Il Conte Ory, Orlando, Zaide, Werther e L'incoronazione di Poppea; dal 1984 si è fatta conoscere alla English National Opera con le sue esibizioni in Serse, Le Nozze di Figaro, Così fan tutte, Il pipistrello e Il Mikado. Nel 2004 ha partecipato alla prima edizione di Strictly Come Dancing, classificandosi terza in coppia con Anton du Beke, e nel documentario genealogico della BBC Who Do You Think You Are?. Durante la sua carriera ha pubblicato numerosi album in studio e due compilation, piazzandone diciassette nella Official Albums Chart; in particolare, ha raggiunto l'11ª posizione nel 2007 con When I Fall in Love. Ha accumulato numerosi dischi d'argento e d'oro in madrepatria, certificati dalla BPI.
Nel 2002 è stata nominata Commendatore dell'Ordine dell'Impero Britannico per i suoi contributi in ambito musicale mentre otto anni più tardi ha vinto un BASCA Gold Badge Award.

## Discografia

### Album in studio
- 1991 – A Soprano at the Movies
- 1992 – Prima Donna
- 1994 – Simole Gifts
- 1994 – The Lesley Garrett Album
- 1995 – Soprano in Red
- 1996 – Soprano in Hollywood
- 1997 – A Soprano Inspired
- 1998 – Lesley Garrett
- 2000 – I Will Wait For You
- 2001 – Travelling Light
- 2002 – The Singer
- 2003 – So Deep is the Night
- 2007 – When I Fall in Love
- 2008 – Amazing Grace
- 2012 – A North Country Lass
- 2015 – Centre Stage: The Musicals Album

### Raccolte
- 1997 – The Soprano's Greatest Hits
- 2004 – The Best of Lesley Garrett